# Apodemia notia
Apodemia notia är en fjärilsart som beskrevs av Hayward 1949. Apodemia notia ingår i släktet Apodemia och familjen Riodinidae. Inga underarter finns listade i Catalogue of Life.